# Fernando Olvera
José Fernando Emilio "Fher" Olvera Sierra (Guadalajara, Jalisco, México; 8 de dezembro de 1959), é um guitarrista, compositor e cantor mexicano, que esta atualmente na voz do grupo do rock Maná.

## Biografia
Fher é a voz, o compositor e o guitarrista da banda mexicana Maná, mundialmente conhecida antes chamada "Sombrero Verde". Ele estudou Licenciatura em Comunicação na Universidad del Valle de Atamejac (UNIVA) na cidade de  Guadalajara. Já colaborou com grandes personalidades da música como Rubén Blades, Carlos Santana, Filio Rodriguez Herrera, Pablo Milanés, Luciano Pavarotti, Zucchero, Moisés Aldana, Yayamanátic, Miguel Ríos, Miguel Bosé, Tanya Mota, Juan Luis Guerra, Sebastián Trepode, entre muitos outros.
Tem una excelente relação de amizade com o cantor irlandês Bono líder do grupo U2, por suas semelhanças com as preocupações ambientais e problemas sociais no mundo.
Em 2003 Fher realizou uma série de campanhas para promover a defesa do meio ambiente cantando com sua banda Maná. No Brasil ele conhece muito da luta de Chico Mendes, com relação a preservação da floresta amazônica. Inclusive compôs a canção "Cuando los Ángeles Lloran" em homenagem ao famoso ambientalista brasileiro.
Obteve grande sucesso com a turnê "Amar es combatir", que tem o mesmo nome do CD, tendo um êxito importante em suas apresentações por diversos países. Fher tem um filho com sua esposa, Ana Ivette Verduzco, que tem o nome de Dalí.
Em 2009 Fher foi o narrador do filme da Disney Channel "La Tierra".

## Canção O relógio cuco
Uma canção com sentimento e com sua história particular, bem conhecida pelos seus fãs. Baseado em um drama da vida real de Fher. O tema ajudou a tornar suportável a morte de seu pai quando ele tinha apenas 7 anos. A dor foi mantida por um longo tempo até que parece, um amigo lhe disse que o seu pai se foi por causa de cigarros e nunca mais voltou. Com a confissão de seu amigo percebeu que a perda de um pai era uma realidade dolorosa, não só para ele mas para milhares de pessoas que passam pelo mesmo. Todos estes sentimentos são refletidos em "O relógio cuco" e embora a primeira era de difícil interpretação que ajudou muito, e aprendeu que quando uma dor é compartilhada, pesa menos na alma. Como bem colocou no script.

## Canção "En el muelle de San Blás"
Música que o cantor, Fher, compôs junto com seu companheiro de banda, Aléx Gonzaléz. A musa inspiradora foi a mexicana Rebeca Méndez Jiménez, que em 1971, aos 21 anos, se despediu de seu noivo, que saiu 4 dias antes do casamento para pescar e nunca mais voltou. Desde então Rebeca passou a frequentar "El muelle de San Blás" todos os dias, vestida com seu vestido de noiva e certa de que um dia seu noivo regressaria. Ela foi diagnosticada com problemas mentais, provavelmente causados pela depressão. Fher conheceu Rebeca em 1996 e imediatamente se comoveu com a sua história trágica. Ele prometeu para ela que gravaria uma canção em sua homenagem. A música foi lançada em 1997 e o sucesso foi imediato. Rebeca morreu aos 63 anos em 19 de setembro de 2012, no México.